# 南勝久
南 勝久（みなみ かつひさ、1971年5月30日 - ）は、日本の漫画家。大阪府岸和田市出身。

## 来歴
中学校を卒業後、配管工や木工所勤務など多くの職を経て、1999年、『ナニワトモアレ』で第41回ちばてつや賞準大賞を受賞し漫画家にデビュー。2000年、同タイトルを『週刊ヤングマガジン』（講談社）に連載開始。
2014年、『週刊ヤングマガジン』49号より『ザ・ファブル』の連載を開始。
2017年、『ザ・ファブル』が第41回講談社漫画賞一般部門受賞をする。

## 人物
環状族の経験があり、その経験を基にした走り屋漫画を発表した。環状族時代には、スプリンタートレノ（AE92型）、カローラレビン（AE86型）、シルビア（S13型）等に乗っていたとのこと。特にS13シルビアは『ナニワトモアレ』における主人公の愛車のモデルとなっている。
髙橋ヒロシは南のことを天才だと評価している。

## 作品リスト

### 連載作品
- ナニワトモアレ（『週刊ヤングマガジン』、全28巻）
  - なにわ友あれ（『週刊ヤングマガジン』、全31巻）※『ナニワトモアレ』第2部
- ザ・ファブル（『週刊ヤングマガジン』、全22巻）
  - ザ・ファブル The second contact（『週刊ヤングマガジン』、全9巻）※『ザ・ファブル』第2部
  - ザ・ファブル The third secret（『週刊ヤングマガジン』、既刊1巻）※『ザ・ファブル』第3部
  - ざ・ふぁぶる（『コミックDAYS』、全1巻）※スピンオフ

### 短編作品
- 泉州漫画家愚連レジェンド（『ヤングキング』、2009年18号掲載[5]） - アシスタント出身の漫画家門尾勇治とのコラボレーション企画作品。
- なにわ友あれ外伝BLACK BOX（『週刊ヤングマガジン』、2010年33号掲載[6][7]、単行本『ざ・ふぁぶる』に収録） - 『なにわ友あれ』の番外編。
- いつかあのころ（『ビッグコミックスピリッツ』2021年28号掲載[8][9]） - スピリッツ創刊40周年記念読み切り[9]。